# New York Hota Bavarian Soccer Club
Il New York Hota Bavarian Soccer Club, semplicemente noto come New York Hota, è una società di calcio statunitense, con sede a New York, stato di New York.

## Storia
La squadra venne fondata nel 1922 come Soccer Club New York con sede nel quartiere di Throggs Neck, nel Bronx. Negli anni seguenti si fuse con Wiener S.C. e poi con l'HOTA, spostandosi nella contea di Nassau.
I newyorchesi, guidati da Gordon Bradley, nel 1971 hanno vinto la National Challenge Cup, battendo in finale i San Pedro Yugoslavs.

## Allenatori
- 1971  Gordon Bradley

## Palmarès
- National Challenge Cup: 1

1971